# Роландо Ріголі
Роландо Ріголі (італ. Rolando Rigoli, нар. 4 жовтня 1940, Ліворно, Італія) — італійський фехтувальник на шаблях, олімпійський чемпіон (1972 рік) та срібний (1968 рік) призер Олімпійських ігор.

## Виступи на Олімпіадах
| Олімпіада   | Дисципліна          | Місце     |
| ----------- | ------------------- | --------- |
| Мехіко 1968 | індивідуальна шабля | 5         |
| Мехіко 1968 | командна шабля      | 2         |
| Мюнхен 1972 | індивідуальна шабля | 5 p2 r3/5 |
| Мюнхен 1972 | командна шабля      | 1         |